# Mouflaines
Mouflaines – miejscowość i gmina we Francji, w regionie Normandia, w departamencie Eure.
Według danych na rok 1990 gminę zamieszkiwało 115 osób, a gęstość zaludnienia wynosiła 31 osób/km² (wśród 1421 gmin Górnej Normandii Mouflaines plasuje się na 782 miejscu pod względem liczby ludności, natomiast pod względem powierzchni na miejscu 793).